# Sol-Feace
Sol-Feace (ソルフィース?) är ett shoot 'em up-spel utvecklat  av Wolf Team, och ursprungligen utgivet till Sharp X68000 i Japan den 22 november 1990.

## Handling
Året är 3300, och mänsklighetens teknik blir alltmer avancerad då superdatorn GCS-WT, med artificiell intelligens, skapas. Målet är att ena alla Jordens folk med hjälp av diplomatin, men GCS-WT har andra planer. GCS-WT tar över alla militära styrkor, och skapar dystopiska samhällen. Den som säger emot blir utplånad.
Vetenskapsmannen Edwin Feace lyckas dock fly till planeten Cilius, som människan just upptäckt, och tänker kolonisera. Där startar han en motståndsgrupp tillsammans med tusentals andra bosättare, samt bygger strids-rymdfarkosten Sol-Feace.
Nu återstår bara två besättningsmän ombord på Sol-Feace, piloten Eric Williams och skytten Misao Hatanaka.
Spelet innehåller sex olika nivåer: Sirius, Enemy Arsenal, Artifistar, Pluto Base, Almathea och Final Battle.

### Fotnoter
1. ↑  ”Sol-Feace” (på engelska). Mobygames. 12 mars 1990. http://www.mobygames.com/game/sol-feace. Läst 11 juni 2014.